# Испытание невинностью
«Испыта́ние неви́нностью», или «Испыта́ние невино́вностью» (англ. Ordeal by innocence), — детективный роман английской писательницы Агаты Кристи, законченный в 1957 году. Идея сюжета была подсказана её секретарём и помощницей Стеллой Кервен, обратившей внимание на нашумевший перед этим случай полярного исследователя, неожиданно для родственников вернувшегося из Антарктиды. К работе над книгой «королева детектива» приступила осенью 1956 года. Из переписки Кристи известно, что в октябре она дала указание своему постоянному издателю Эдмунду Корку, проконсультироваться в юридической службе по интересующему её правовому казусу.

## Сюжет
Накануне Рождества в гостиной собственного дома «Солнечный мыс» (до покупки семьёй Аргайлов носившего название «Змеиный мыс») ударом кочергой по голове была убита, а затем ограблена миссис Рэйчел Аргайл, жена мистера Лео Аргайла.
В убийстве был обвинён Джек (Джако) Аргайл, приёмный сын супругов Аргайлов, скандаливший с матерью незадолго до преступления и угрожавший ей «расплатой» за отказ дать ему денег. На окровавленной кочерге и украденных деньгах были обнаружены отпечатки его пальцев. После ареста Джако не признал свою вину и заявил, что на предполагаемое полицией время убийства у него есть неопровержимое алиби — в это время, между семью и половиной восьмого вечера, он ехал на попутном автомобиле по шоссе Редмин-Драймут. Однако, адвокатам не удалось найти подвозившего его свидетеля и доказать невиновность Джека. За преднамеренное убийство Джако был приговорён к пожизненному заключению, а через полгода умер в тюрьме от воспаления лёгких.
Некоторое время спустя доктор Артур Калгари, для того, чтобы вернуть Джеку Аргайлу доброе имя, начал собственное расследование, так как именно он во время убийства миссис Рэйчел вёз на своём чёрном седане обвиняемого и тогда не смог (по причине контузии, а затем и длительной полярной экспедиции) подтвердить его алиби. Расследование приводит Калгари к неожиданным выводам: Джек действительно не был убийцей, но он не был и невиновен. К тому же происходит ещё одно убийство…

## Персонажи
- Артур Калгари — геофизик, профессор
- Рэйчел Аргайл — жена Лео Аргайла, приёмная мать обвиняемого ‡
- Лео Аргайл — муж убитой Рэйчел Аргайл, приёмный отец обвиняемого
- Гвенда Вон — секретарь Лео Аргайла
- Мэри Дарант — приёмная дочь мистера и миссис Аргайлов
- Филипп Дарант — муж Мэри, инвалид ‡
- Кристина (Тина) Аргайл — приёмная дочь мистера и миссис Аргайлов
- Микки Аргайл — приёмный сын мистера и миссис Аргайлов
- Джек (Джако) Аргайл — приёмный сын мистера и миссис Аргайлов, обвиняемый в убийстве ‡
- Эстер Аргайл — младшая приёмная дочь мистера и миссис Аргайлов
- Кирстен Линдстрем — опытная сиделка и массажистка, а в дальнейшем помощница миссис Рэйчел по хозяйству, шведка
- Хьюиш — старший инспектор полиции, официально расследует убийство
- Финни — майор, начальник полиции
- Морин Клегг — капельдинер в кинотеатре, вдова Джека Аргайла, жена электрика Джо Клегга
- Эндрю Маршалл - адвокат семьи Аргайл
- Макмастер - доктор семьи Аргайл

## Экранизации
- 1984 — «Испытание невинностью» — британский художественный фильм режиссёра Десмонда Дэвиса. В роли доктора Калгари — Дональд Сазерленд.
- 2007 — «Испытание невинностью» — вторая серия третьего сезона (2007—2009) британского телесериала «Мисс Марпл Агаты Кристи». В роли мисс Марпл — Джеральдин Макьюэн.
- 2018 — «Испытание невиновностью[англ.]» — британо-американский мини-сериал телекомпании «Би-би-си» режиссёра Сандры Голдбахер.